# NGC 3314
NGC 3314는 바다뱀자리의 나선 은하의 쌍으로, 바다뱀자리 은하단에 속한다. 과거에는 충돌하는 두 은하로 알려졌으나, 이후 서로 물리적인 관계가 없는, 별개의 두 은하임이 밝혀졌다.

## 역사

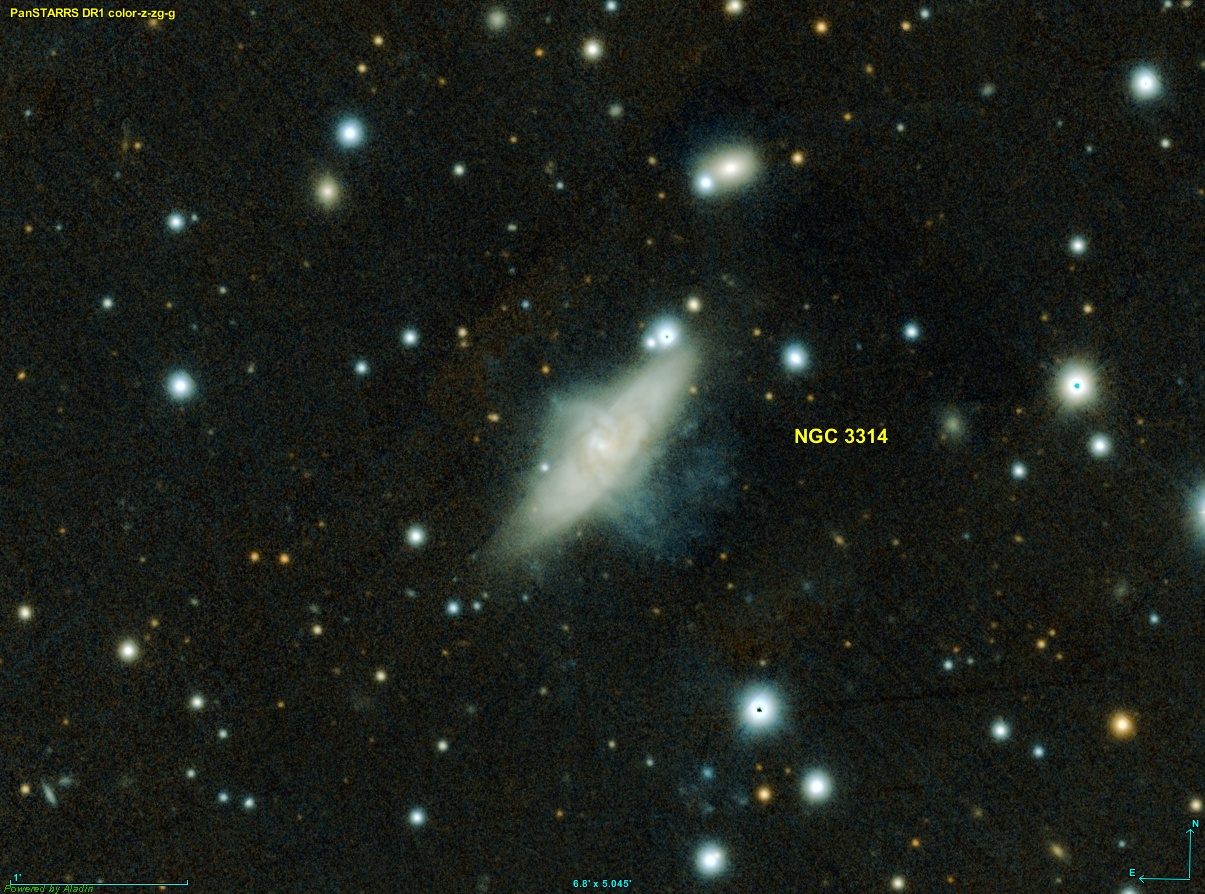
NGC 3314의 모습. 은하를 상세히 관찰하지 않을 경우, 일반적인 상호작용은하로 보일 수 있다.

NGC 3314의 최초 관측은 1835년 3월 24일 존 허셜이 하였으며, 은하의 문헌 등장은 NGC 목록이 최초이다.

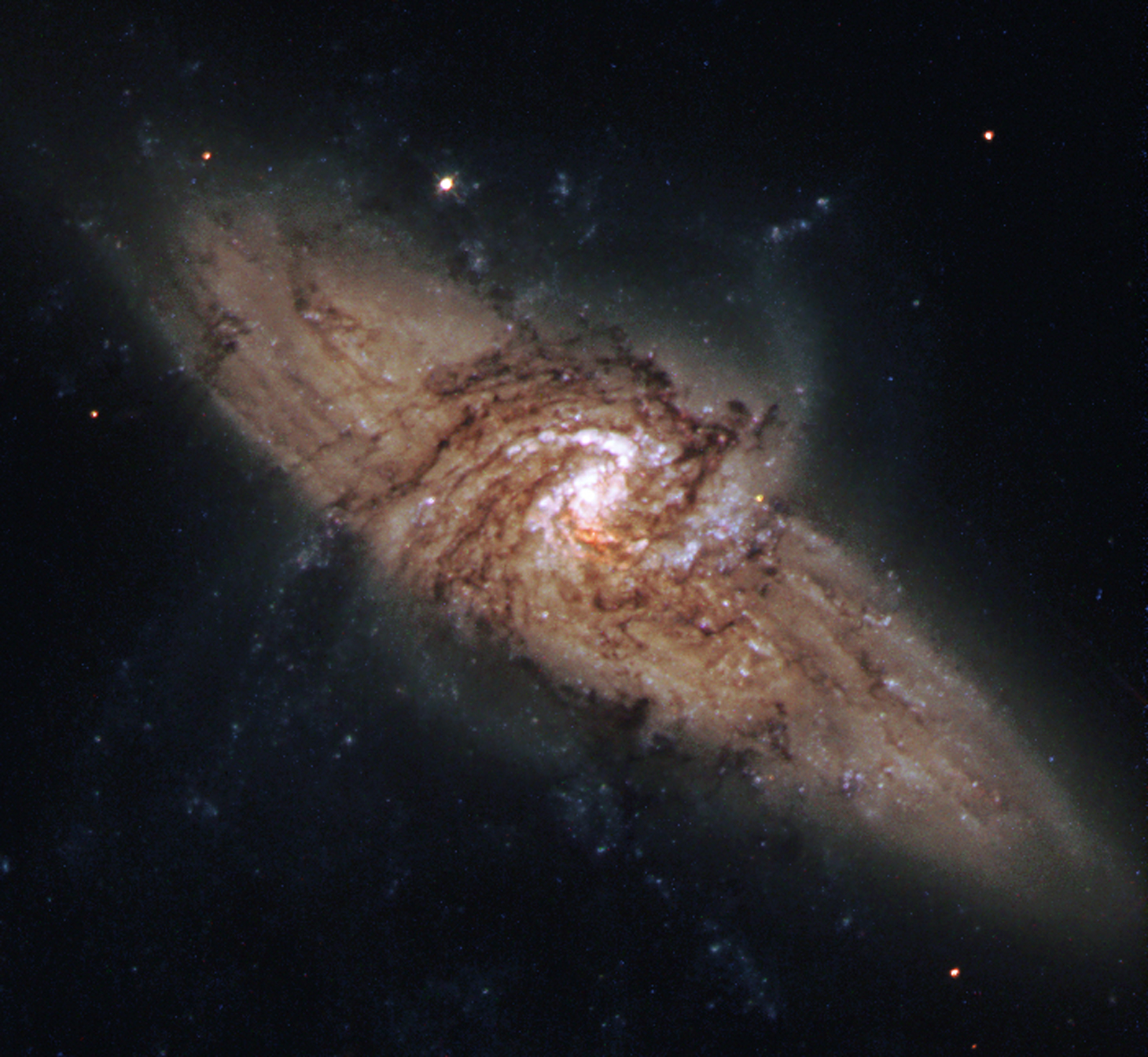
허블 우주 망원경이 2014년에 촬영한 NGC 3314로, 두 은하가 서로 다른 은하임이 더 두드러진다.

두 은하가 서로 관련이 없는 은하라는 주장은 1964년 최초로 제기되었으나, 상호작용이 강한 두 은하일 가능성을 소거하지 못했다. 1982년 적색편이의 영향을 받은 H I 21 cm 선이 분명한 두 개로 나누어진다는 사실이 알려지며, 두 은하의 관련성은 거의 사라졌다. 1985년 두 은하의 적색편이 차이와, 은하 회전곡선의 차이를 재확인함으로서, 최종적으로 두 은하가 서로 다른 은하임이 확인되었다.

### 명칭
두 은하가 서로 다른 은하라는 것이 밝혀진 이후, 앞쪽 은하는 NGC 3314a, 뒤쪽 은하는 NGC 3314b로 구별하여 부르고 있다. 하지만 연구자에 따라 a와 b가 각각 어떤 은하를 가리키는지는 차이가 있기도 하다.
개정된 신판일반목록 및 색인목록(RNGC/IC)에서는 NGC 3314의 북쪽에 있는 은하인 LEDA 87327를 NGC 3314B로 칭하나, 이 은하는 1억 9천만 광년 떨어져 있으며, NGC 3314b와 전혀 관련이 없는 천체이다. 간혹 이로 인해 혼란이 야기되기도 한다.

## 소광 및 중력 렌즈 효과
NGC 3314b에서 나온 빛은 NGC 3314a를 통과해야만 하기 때문에, 소광이 강하게 일어난다. 또한 NGC 3314a는 바로 뒤 은하의 광원 효과를 강하게 받기 때문에, 일반적인 은하보다 은하의 구조가 더 찬란하게 나타난다. 이를 이용해 은하 내 먼지의 운동을 연구할 수 있는 기회가 되기도 한다. NGC 3314b의 입장에서는 방출된 빛이 미소 중력렌즈 효과를 받아 지구에 도달하기 때문에, 암흑 물질 연구에 이용할 가능성도 있다.

## 초신성 의심 천체의 발견
2000년 3월 15일 NGC 3314에서 초신성과 유사한, 새로운 별이 발견되었다. 현재 이 사건은 초신성으로 간주되고는 있지만, 밝기가 일반적인 초신성에 비해 100배가량 어둡고, 2000년 3월에 촬영한 사진에만 발견된다는 점에서 이 정도로 밝기가 빠르게 감소하는 초신성은 지금까지 없기 때문에, 정확한 정체는 불분명한 상태이다.